# Джон Вілкінс
Джон Вілкінс (англ. John Wilkins, 1614—1672) — британський священик і полімат, один із засновників Лондонського королівського товариства. Єпископ Честера від 1668 року до своєї смерті.
Джон Вілкінс — один з небагатьох людей, які займали посади керівників коледжів і Оксфордського, і Кембриджського університетів. У складних умовах громадянської війни і релігійної конфронтації в Англії Вілкінс зумів стабілізувати становище в Оксфорді і взяв участь в створенні Лондонського Королівського товариства.
Є одним із засновників природної теології, сумісної з тогочасною європейською наукою. Серед праць Вілкінса найбільш відоме його «Есе про справжню символіку і філософську мову» (1668), в якому, серед іншого, Вілкінс запропонував універсальну мову і десяткову систему мір, яка згодом стала основою метричної системи.

## Біографія

### Ранні роки
Питання про місце народження Вілкінса залишається спірним. Згідно з деякими джерелами, він народився в селі Кенонс Ешбі (графство Нортгемптоншир), згідно з іншими — в Фослі. Батьками Джона були ювелір Волтер Вілкінс (пом. 1625) і Джейн Дод, донька священика Джона Дода. Після смерті чоловіка мати Джона знову вийшла заміж, і в другому шлюбі народила його зведеного брата Волтера, згодом — відомого астронома і поета.
Джон Вілкінс здобув освіту в Оксфорді, де навчався спочатку в коледжі New Inn Hall, а потім — у Гертфорд-коледжі. У Гертфорд-коледжі наставником Вілкінса був відомий пресвітеріанин Джон Томбс, а курс астрономії вів перший Савільський професор астрономії Оксфорда Джон Бейнбрідж. Вілкінс здобув ступінь бакалавра в 1631 році і ступінь магістра 1634 року.
1637 року Вілкінс оселився у Фослі — маєтку дворянського роду Найтлі, якому служив він сам, а також клан його матері (родина Дод). Заступником родини Дод був Річард Найтлі — у минулому член парламенту і шериф Нортгемптонширу. У лютому 1638 року Вілкінс був висвячений на священика англіканської церкви в соборі Christ Church Cathedral в Оксфорді, після чого служив духівником у лорда Сей і Сіл, а від 1641 року — у лорда Берклі. 1644 року став капеланом у курфюрста Пфальца Карла Людвіга, який проживав у вигнанні в Лондоні й доводився племінником англійському королю Карлу I.

### У Лондоні, Оксфорді та Кембриджі
У Лондоні Вілкінс належав до гуртка вчених — прихильників експериментальної філософії, що сформувався навколо Чарльза Скарборо, лікаря-рояліста, який прибув до Лондона влітку 1646 року, після того як Оксфорд захопили прихильники парламенту. До цього гуртка належали такі вчені як Джордж Ент, Семюел Фостер, Френсіс Гліссон, Джонатан Годдард, Крістофер Меррет, Джон Валліс, Вільям Гарвей і Сет Ворд. Цей гурток, що отримав неофіційну назву «група 1645», був описаний набагато пізніше Уоллісом, який також згадує серед учасників Теодора Хаака. Низка учасників «Групи 1645» згодом сформували Оксфордський філософський клуб — один з попередників Королівського товариства.
Після укладення Вестфальського миру в 1648 році Карл Людвіг повернувся до Європи, де отримав у правління землі батька і став новим, восьмим курфюрстом Пфальцу, а Вілкінс 1648 року зайняв у Оксфорді, в Ведхем-коледжі посаду Ворд (одна з найвищих посадових осіб коледжу, що відповідає за керівництво науковими дослідженнями і представлення коледжу в суспільстві), що сприятливо позначилося на розвитку коледжу. Політика Вілкінса сприяла створенню атмосфери політичної та релігійної терпимості в коледжі і залученню талановитої молоді, зокрема Крістофера Рена. Попри те, що Вілкінс був прихильником Олівера Кромвеля, в коледжі навчалися і діти роялістів. Вілкінс сформував у Оксфорді групу вчених, зацікавлених у розвитку експериментальної науки, яка в 1650 році отримала статус клубу зі своїми правилами. Крім колишніх однодумців Вілкінса з лондонської «Групи 1645» (Годдард, Волліс, Ворд, Рен — молодий протеже Скарборо), до складу клубу увійшли, за оцінкою Томаса Спрета, такі вчені як Ральф батерст, Роберт Бойль, Вільям Петті, Лоуренс Рук, Томас Вілліс, і Меттью Рен . Поступово до діяльності клубу підключився Роберт Гук, який 1653 року прибув з коледжу Крайст-Черч. Гук став відомий Вілкінсу як технік (можливо через Річарда Басбі) і став спочатку помічником Вілкінса, а від 1658 року працював з Бойлем.
1656 року Джон Вілкінс одружився з Робіною Френч (уродженою Кромвель), молодшою сестрою Олівера Кромвеля, що овдовіла в 1655 році (її чоловік Пітер Френч був каноніком оксфордського коледжу Крайст Черч). Ставши зятем Кромвеля, Вілкінс дістав доступ до найвищих верств британського суспільства. У 1658 році, незадовго до своєї смерті, Кромвель призначив Уїлкінса майстром Триніті-коледжу в Кембриджі, це призначення підтвердив син Кромвеля Річард, який замінив батька на посаді лорда-протектора. За час перебування на посаді Вілкінс став другом і опікуном Ісаака Барроу.

### Після Реставрації Стюартів

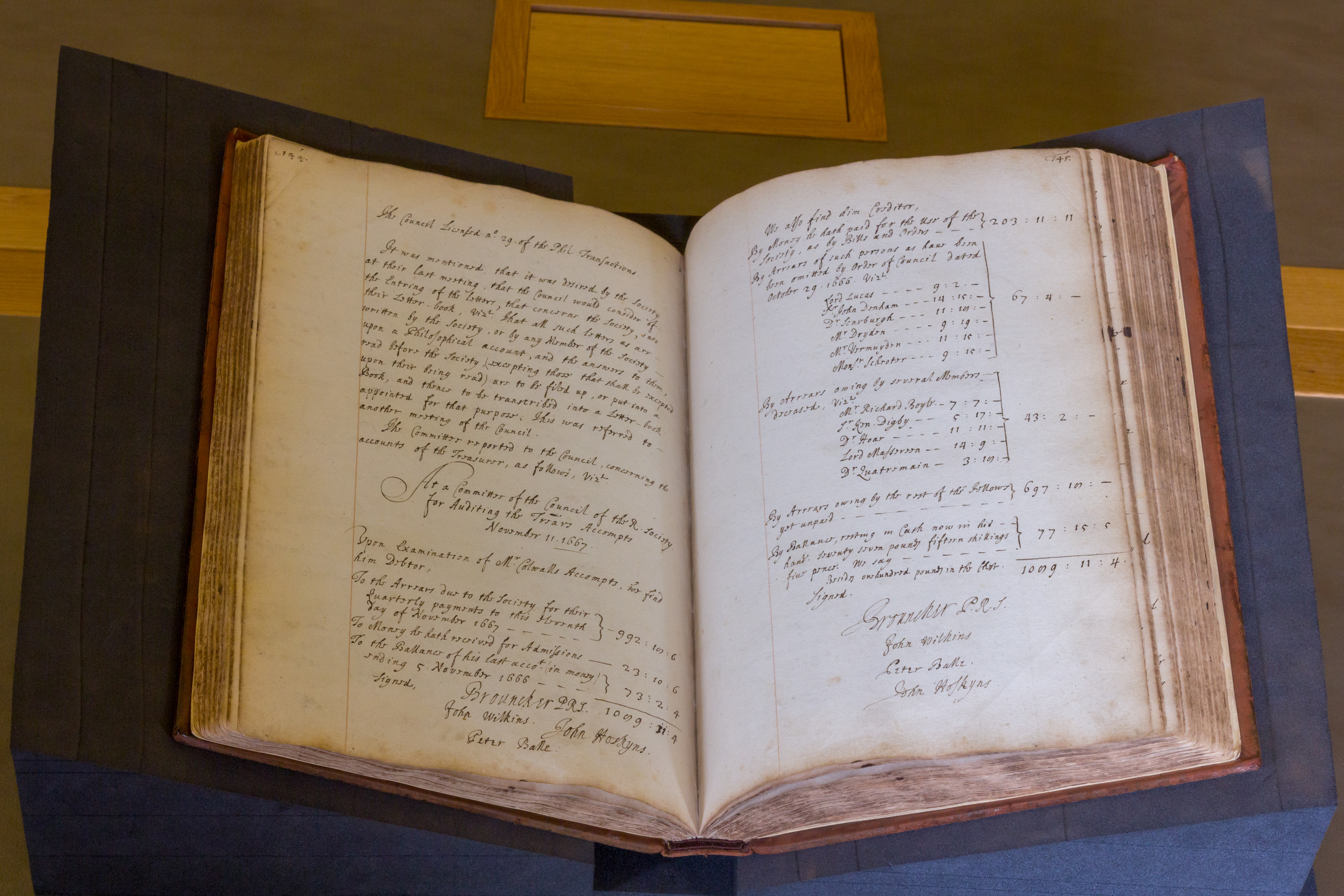
Підпис Вілкінса як секретаря на фінансовому звіті Королівського товариства 1667 року

Після реставрації Стюартів 1660 року, нова влада позбавила Вілкінса посади в Триніті-коледжі, зробивши його пребендарієм Йорка і ректором у Кренфорді, тодішньому передмісті Лондона. 1661 року його перевели на посаду проповідника до Грейс-Інн, а в 1662 році — вікарія парафії собору Святого Лаврентія на Грешем-стріт. Під час Великої лондонської пожежі 1666 року у вогні загинула бібліотека і наукові прилади Вілкінса.
У листопаді 1660 року Вілкінс, разом з однодумцями по Оксфордському філософському клубу, став одним з членів-засновників Королівського товариства і був обраний одним з двох його секретарів. Другим секретарем Королівського товариства став Генрі Ольденбург, з яким Вілкінс познайомився в Оксфорді в 1656 році.

### Єпископ Честера
1666 року Вілкінс став вікарієм Поулбрука в графстві Нортгемптоншир, в 1667 році — пребендарієм Ексетера і в 1668 році — пребендарієм собору святого Павла і єпископом Честера. Останню посаду він отримав завдяки впливу герцога Джорджа Вільєрса — випускника Триніті-коледжу і члена Королівського товариства. Вільєрс вирізнявся помірними поглядами щодо конфлікту пресвітеріан і індепендентів і був прихильником мирного врегулювання внутрішньоцерковних розбіжностей, Вілкінс поділяв цей підхід.
Одразу ж після свого висвячення в єпископи Честера, Вілкінс висловився проти використання кримінального законодавства щодо нонконформістів і спробував заручитися в цьому питанні підтримкою інших помірних єпископів. У 1668 році відбулися переговори за участю Вілкінса і відомого теолога Єзекії Бертона з представниками інакомислячих — Вільямом Бейтсом,  Річардом Бакстером і Томасом Ментоном з питань врегулювання конфлікту в англіканській церкві. Вілкінс пропонував пресвітеріанам залишитися в складі англіканської церкви, вивівши з неї індепендентів.
Джон Вілкінс помер у Лондоні в листопаді 1672 року від сечокам'яної хвороби.

## Внесок у науку

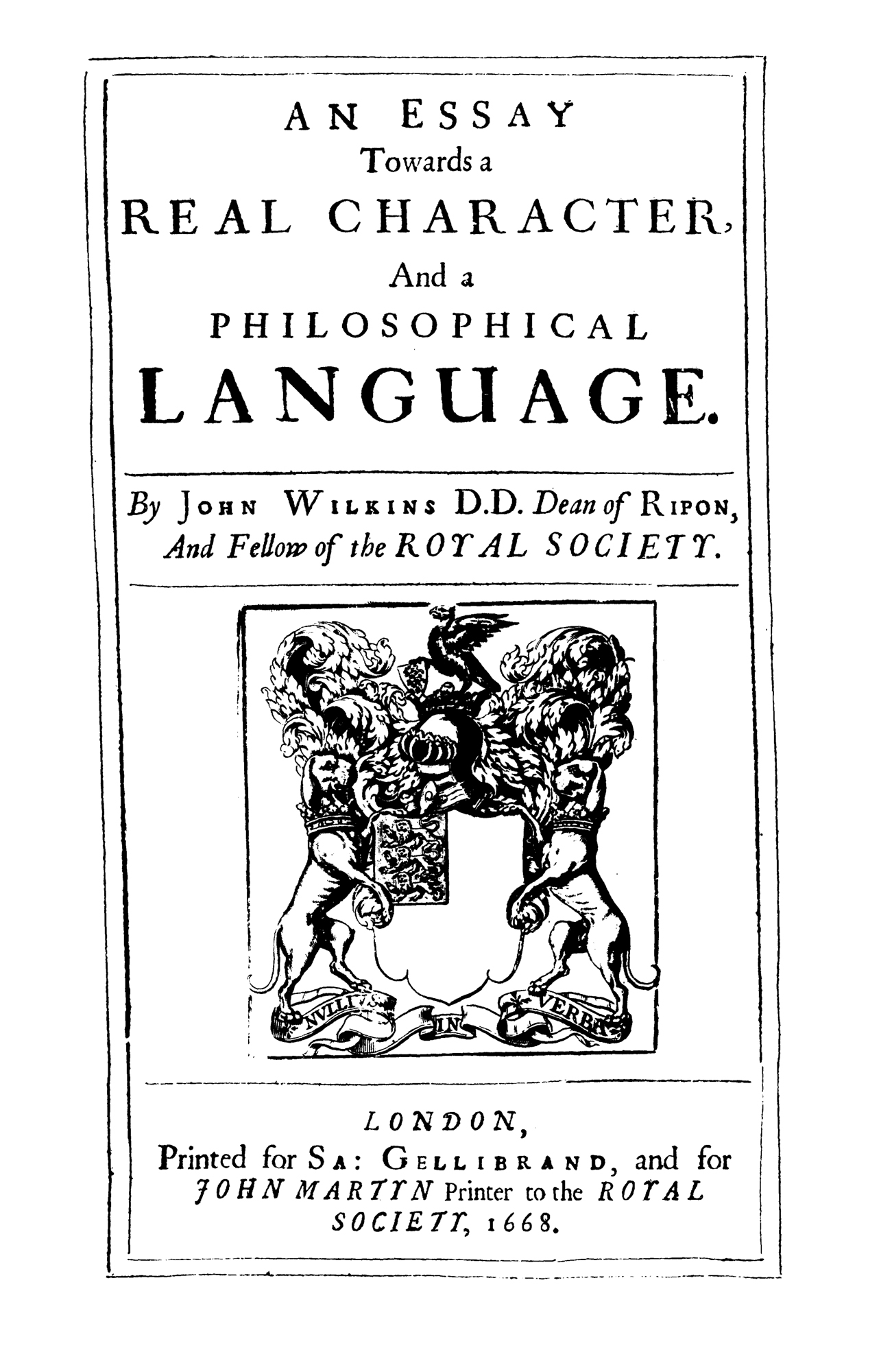
Фронтиспис книги Есе про справжню символіку і філософську мову (1668)

Ранні праці Вілкінса були за характером фантастико-утопічними. Його перші книги — «Відкриття місячного світу» (англ. The Discovery of a World in the Moone, 1638) і
«Міркування про нову планету» (англ. A Discourse Concerning a New Planet, 1640), написані під явним впливом твору Френсіса Годвіна («Людина на Місяці», 1638), присвячені міркуванням про подібність між Землею і Місяцем, на підставі чого Вілкінс передбачає, що на Місяці живуть живі істоти — селеніти. У третє видання «Відкриття місячного світу» (1640) письменник додав розділ про реальність подорожі людей на Місяць.
1641 року Вілкінс анонімно опублікував трактат під назвою «Меркурій, або таємний і швидкий посланник» (англ. Mercury, or the Secret and Swift Messenger), присвячений криптографії; можливо, цей твір також написаний під впливом Годвіна, який опублікував у 1629 році власний трактат по криптографію Nuncius inanimatus.
Трактат Вілкінса «Еклезіаст» (1646), згодом неодноразово перевиданий, містить аналіз усіх доступних коментарів Біблії і призначений для підготовки проповідей. Поряд з вмістом, Вілкінс велику увагу приділяє також стилю читання проповідей, вказуючи на необхідність відходу від стилю Цицерона і використання прямих емоційних стимулів.
У 1648 році виходить у світ «Математична магія» (англ. Mathematical Magick) Вілкінса з присвятою його підопічному принцу Карлу Людвігу. Книга складалася з двох частин; перша частина, під назвою «Архімед», була присвячена опису традиційних механічних пристроїв, таких як важіль, ваги, блок а друга, більш белетризована — «Дедал» — складнішим пристроїв і механічним машинам. У «Дедалі» автор розповідає, зокрема, що англійський чернець Ейлмер у XI столітті, користуючись механічними крилами, здійснив політ з дзвіниці собору. У подальших прикладах і міркуваннях про «летючих людей» Вілкінс описує якусь «летючу колісницю» — конструкцію, яка доволі нагадує сучасний аероплан. Вілкінс посилається при цьому на праці як стародавніх вчених, так і своїх сучасників, таких як Гвідобальдо дель Монте і Марен Мерсенн, а також згадує книгу Годвіна «Людина на Місяці», герой якої використовував птахів для польоту на Місяць.
У праці «Міркування про красу провидіння» (англ. Discourse Concerning the Beauty of Providence, 1649) Вілкінс дотримувався точки зору, що божественне провидіння куди глибше, ніж про це говорять його нинішні інтерпретатори. Це зміцнило репутацію Вілкінса після реставрації Стюартів.
У 1654 році Вілкінс разом з Сетом Вордом виступили проти впливового клірика Джона Вебстера, який в своєму трактаті Academiarum Examen повів атаку проти методів викладання в Оксфорді і Кембриджі, вимагаючи ввести навчання астрології і алхімії. Прагнучи заручитися підтримкою військових і політичних кіл, Вебстер направив свій трактат генералу Джону Ламберту, а також в Бербонський парламент. У відповідь на це Вілкінс і Ворд виступили зі своїм трактатом Vindiciae academiarum (1654), в якому відстоювали більш помірковану програму реформи викладання, частково вже реалізовану на той час. Вілкінс і Ворд стверджували, що Вебстер не в курсі останніх змін у викладанні, і непослідовний у своїх поглядах, захищаючи одночасно Бекона і Фладда, чиї методи були несумісні.
У лексикографічних працях Вілкінс співпрацював з відомим вченим і церковним діячем Вільямом Ллойдом.

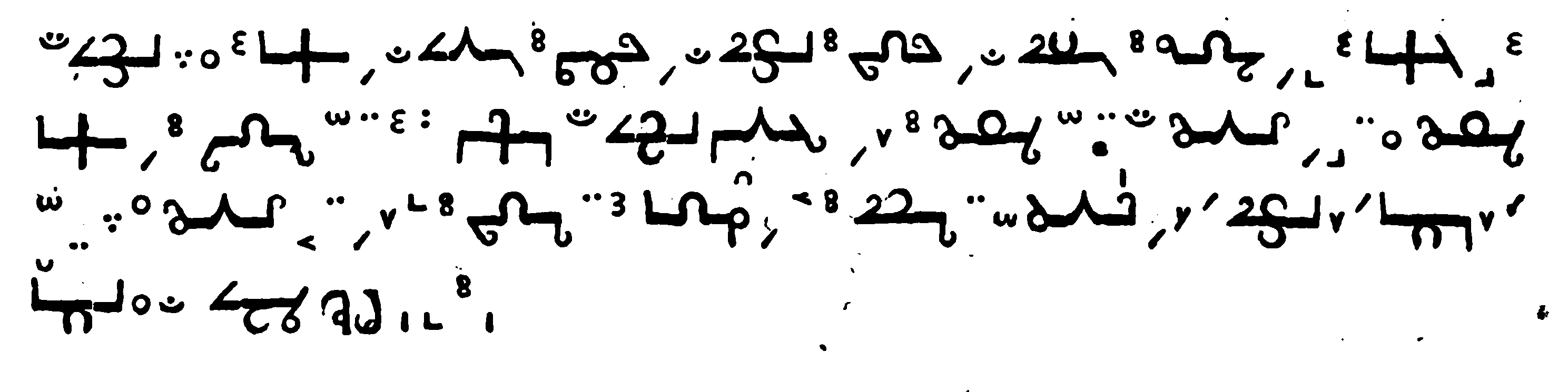
Молитва «Отче наш», записана мовою Вілкінса

Найвідомішим праця Вілкінса — «Есе про справжню символіку і філософську мову», яке вийшло 1668 року. У цьому трактаті Вілкінс розробляв підхід до створення універсальної мови для спілкування вчених і філософів, яка замінила б латину, що панувала тоді в науковому співтоваристві. Цей проект є одним з найбільш амбітних проектів створення планових мов. Вілкінс розробив чорновий варіант цієї універсальної мови, що включає універсальні письмо, словник, граматику і фонетику. Одним з аспектів цієї роботи стала пропозиція десяткової системи вимірювань, яке згодом було реалізовано у вигляді метричної системи.
Також у цій книзі Вілкінс запропонував використовувати вісімкову систему числення замість десяткової.

## Праці

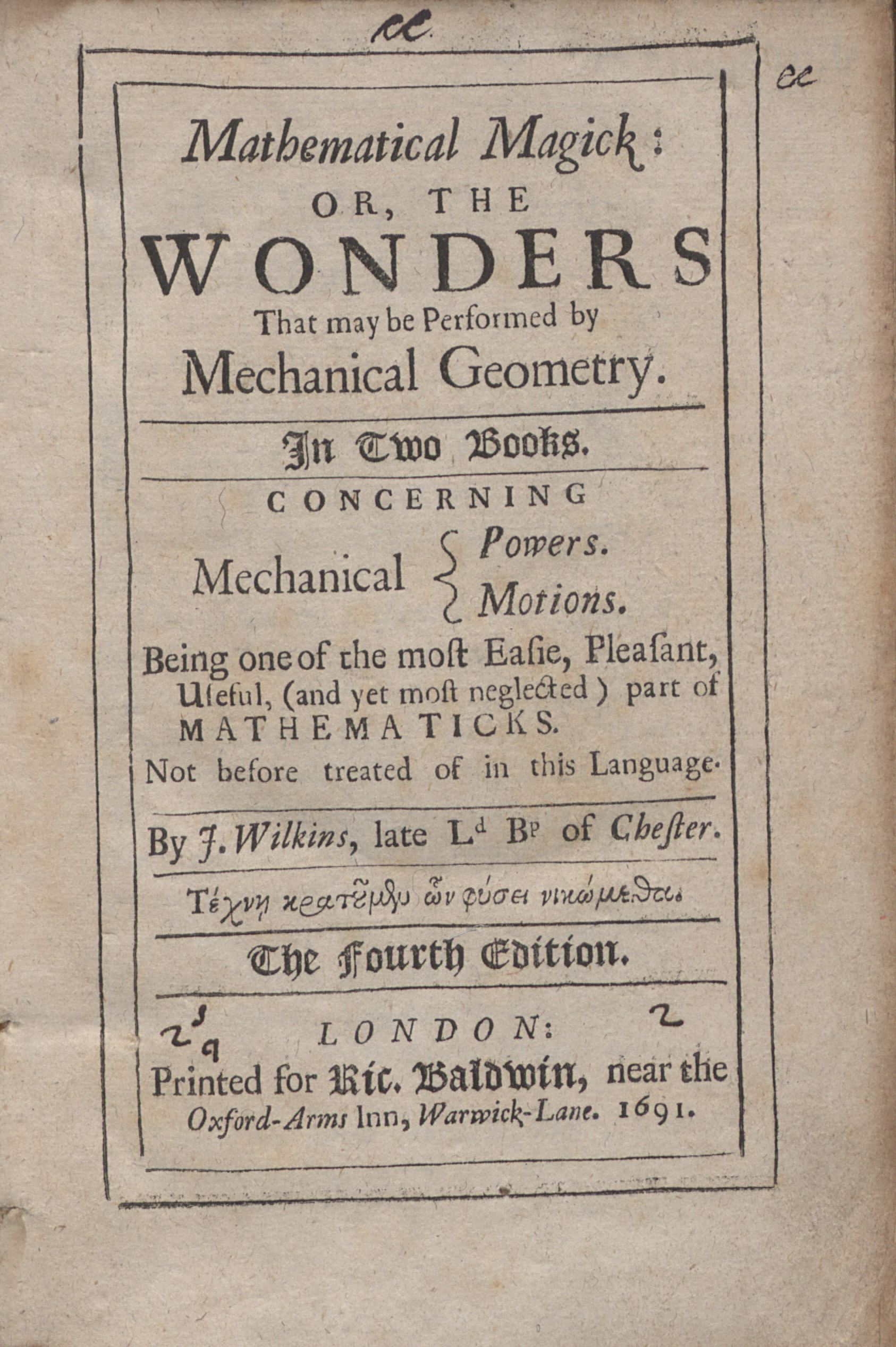
Математична магія, видання 1691 року

- The Discovery of a World in the Moone (1638)
- A Discourse Concerning a New Planet (1640)
- Mercury, or the Secret and Swift Messenger (1641)
- Ecclesiastes (1646)
- Mathematical Magick (1648)
- A Discourse Concerning the Beauty of Providence (1649)
- A discourse concerning the gift of prayer: shewing what it is, wherein it consists and how far it is attainable by industry (1651)
- Vindiciae academiarum (1654), в спільно з Сетом Вордом
- An Essay towards a Real Character and a Philosophical Language (1668)
- Of the Principle and Duties of Natural Religion, London, UK: Archive, 1675.